# 1205
Cette page concerne l'année 1205  du calendrier julien. Pour l'année 1205 av. J.-C., voir 1205 av. J.-C.
L'année 1205 est une année commune qui commence un samedi.

## Événements
- 6 janvier : Philippe de Souabe est couronné roi des Romains à Aix-la-Chapelle[1].
- Janvier : révolte des Grecs à Constantinople[2]. Ils font appel aux Bulgares de Jean Kaloian, qui déclare la guerre à Baudouin le 10 février[3].

- 1er avril : à la mort d’Amaury II de Lusignan, les royaumes de Chypre et de Jérusalem sont séparés. Hugues Ier de Chypre règne sous la régence de Gautier de Montbéliard et la Isabelle de Jérusalem avec le concours du baille Jean d’Ibelin, « le vieux sire de Beyrouth ». Isabelle meurt peu après et le sire de Beyrouth exerce la tutelle sur Marie de Montferrat (fin en 1210)[4].
- 10 avril : Pâques. Peu après, Philippe Auguste réunit une armée nombreuse et prend Loches, assiégée depuis un an par Dreux de Mello, puis Chinon[5]. Il s’empare des comtés de Touraine, d’Anjou, du Maine, et du Poitou, confisqués en 1203[6].
- 14 avril : victoire à Andrinople de Byzance et des Bulgares sur les Latins. Baudouin Ier est fait prisonnier[7].

- 1er mai : Guillaume de Champlitte s’empare de Patras[3]. Début de la conquête de la Morée

- 29 mai : 
  - André II est couronné roi de Hongrie après la mort de son neveu Ladislas III le 7 mai (fin de règne en 1235)[8].
  - les Bulgares de Kaloyan menacent Thessalonique ; Boniface de Montferrat lève le siège de Nauplie pour soutenir sa capitale[3]. Kaloyan assiège et prend Serrès, puis divise ses forces. Le plus fort de ses troupes attaque Philippopolis, défendue par Rénier de Trit, tandis que Kaloyan lui-même avance vers Thessalonique, dont il pille les environs. Il semble avoir occupé la ville basse, mais échoue à prendre la citadelle, et se retire avant l’arrivée de Boniface. Rénier de Trit a quitté Philippopolis pour sa forteresse de Stenímachos devant l’hostilité de la population grecque (dont de nombreux Pauliciens), qui a promis d’aider Kaloyan à prendre la ville. Mais un parti grec dirigé par Alexis Aspietes et Théodore Branas prend le pouvoir et refuse de remettre la ville aux Bulgares. Kaloyan marche vers le nord, brise la résistance des Grecs et met la ville à sac ; les leaders sont exécutés, dont Aspietes et l’archevêque[9].
- Mai[10] : bataille de l’olivette de Koundoura[11]. Michel Comnène Doukas, un temps au service de Boniface de Montferrat, se rend à Arta où il organise la résistance contre les Latins avec le gouverneur byzantin ; en 1205, il perd une bataille à Koundoura, en Messénie et recentre ses ambitions autour d’Arta[12] où il fonde le despotat d’Épire (fin en 1318).

- 11 juin : le comte Gautier III de Brienne est mortellement blessé par Diepold de Bohbourg à Sarno[13].
- 19 juin : Bataille de Zawichost, Romain de Galicie-Volhynie est vaincu et tué par les Polonais en passant la Vistule[14]. Ses fils étant trop jeunes pour lui succéder, la Galicie-Volhynie est déchirée par la guerre civile. Les Polonais et les Hongrois interviennent.
- Juin[15] : première utilisation de l’expression regnum Francie, royaume de France, par la chancellerie de Philippe Auguste.
- Juin : bataille de Serrès entre le Second Empire bulgare et l'Empire latin.

- Été : guerre du roi de Castille Alphonse VIII en Guyenne (fin en 1206)[16].

- 13 juillet : mort de Hubert Gautier (Hubert Walter), archevêque de Cantorbéry[17]. Début d’un conflit entre Jean sans Terre et la papauté pour la nomination de son successeur (fin en 1209).

- 20 août : couronnement à Sainte-Sophie d’Henri de Hainaut, empereur latin de Constantinople[18] (fin en 1216).
- Août : Boniface de Montferrat partage Négrepont en fiefs octroyés à trois seigneurs véronais[19].

- Automne : Boniface de Monferrat garantit les fiefs du croisé Othon de la Roche en Attique et en Béotie, conquis au début de l’année[20]. Fondation du duché d’Athènes (fin en 1388)[21].

- 19 novembre : Guillaume de Champlitte est mentionné comme prince d’Achaïe pour la première fois dans une lettre du pape Innocent III[12].

- Début de la conquête du royaume Tangout des Xixia par Gengis Khan, tremplin contre la Chine (fin en 1209)[22]. Ils résistent dans leurs villes fortifiées.

- Une flotte vénitienne prend Raguse, Dyrrachium et occupe pareillement Corfou[23]. La ville libre de Raguse, en Croatie, reconnaît la suzeraineté de Venise[24]. Marco Sanudo, neveu d’Enrico Dandolo s’empare de Naxos, repaire de pirates génois (1205-1207), dont il fait sa capitale d’un duché[25].
- Les Géorgiens de la reine Tamar assiègent vainement Erzurum, que le sultan de Roum Kay Khusraw a pris l’année précédente à la faveur des événements, puis se retirent en pillant la région ; en représailles, les Turcs attaquent Trébizonde, mais les intérêts économiques leur font lever le siège[26].